# Euploea bremeri
Euploea bremeri är en fjärilsart som beskrevs av Felder 1860. Euploea bremeri ingår i släktet Euploea och familjen praktfjärilar. Inga underarter finns listade i Catalogue of Life.